# Cantó de Clarmont d'Erau

El actual Cantó de Clarmont d'Erau és un cantó francès del departament de l'Erau, a la regió d'Occitània. Forma part del districte de Lodeva y del districte de Besiers, té 40 municipis i el cap cantonal és Clarmont d'Erau.

## Municipis
- Las Airas
- L'Amalon
- Auton
- Avèna
- Aspiran
- Bedarius
- Lo Bosquet d'Òrb
- Brenaç
- Brinhac
- Camplong
- Canet
- Cèlas
- Carlencaç e Levaç
- Clarmont d'Erau
- Combas
- La Còsta
- Dian e Valquièiras
- Erépia
- Graisseçac
- Jaucèls
- Liausson
- Merifonts
- Morese
- Nevian
- Paulhan
- Pesena de las Minas
- Lo Pojòl
- Lo Pradal
- Salasc
- Sant Estève d'Estrechós
- Sant Feliç de Lodés
- Sant Gervais
- Seiraç
- Selha e Rocosèls
- Sent Ginièis de Varençal
- Tauçac
- La Torre d'Òrb
- Vilamanha
- Los Combals (Valmascle)
- La Fatura (Villeneuvette)